# Ubaid-Allah Shah
Ubaid-Allah Shah ou Oubaïdoula khan est un souverain ouzbek de la dynastie des Chaybanides qui règne de 1534 à 1539. Il affronte plusieurs fois l'Iran des Séfévides, notamment pour le contrôle de la ville d'Hérat.

## Biographie
Lors de la répartition des villes et des terres entre les membres de la famille, Boukhara lui revint et il dut la défendre en 1511/12 contre les Timourides, Babur et les Safavides. Ubaid-Allah et Jani Beg, le commandant en chef de l'armée, se sont montrés très efficaces. La défaite de Babur à Gadjdiwan a définitivement assuré aux Ouzbeks la possession du pays entre Amou-Daria et Syr-Daria en 1512.
Ubaid-Allah n'était pas seulement un militaire et un homme politique, mais aussi un érudit, un poète et un bâtisseur. C'est sous son règne qu'ont été construites la mosquée Kalon (en 1514, à côté du minaret Kalon du 12e siècle, à l'emplacement d'une ancienne mosquée du palais) et la madrasa Mir-Arab (1535/36) à Boukhara. La madrasa fut financée en faisant vendre en esclavage trois mille chiites capturés par Ubaid-Allah.
Ubaid-Allah ne parvint cependant pas à vaincre le shah Tahmasp (r. 1524-76) : ses cinq offensives au Khorassan furent finalement infructueuses. En septembre 1528, il subit la défaite de Turbet-i-Sheikh Djam, car les Iraniens disposaient d'artillerie. De plus, contrairement à lui, ses commandants n'étaient pas intéressés par une occupation durable du Khorassan. Le pillage du pays leur suffisait. De même, le souverain ouzbek Abu Sa'id (règne en 1530-33 à Samarcande) n'était pas intéressé par un renforcement du pouvoir domestique d'Ubaid-Allah et refusa de l'aider.
Enfin, en 1538, Ubaid-Allah Khan - devenu entre-temps lui-même souverain - partit à l'assaut de la Khoresmia devenue indépendante, le futur khanat de Khiva, et tua le khan local Avanish, mais fut chassé par son fils Din Muhammed (qui régna partiellement de 1539 à 53). Il mourut peu après cette défaite et fut enterré dans la madrasa de Mir-Arab. Des luttes de pouvoir éclatèrent parmi les Ouzbeks et se poursuivirent jusqu'en 1556. Son fils Abd ul-Aziz lui succéda à Boukhara (1539-49).